# Funder Kirkeby
Funder Kirkeby es un pueblo danés incluido dentro del municipio de Silkeborg, en la región de Jutlandia Central. No se debe confundir con el vecino «Funder», un suburbio de la ciudad de Silkeborg.

## Geografía
Funder Kirkeby se sitúa en la parte central de la península de Jutlandia. Las localidades vecinas son las siguientes:
| Noroeste: Engesvang | Norte: Kragelund | Noreste: Silkeborg |
| Oeste: Engesvang    |                  | Este: Silkeborg    |
| Suroeste: Pårup     | Sur: Them        | Sureste: Virklund  |

Su territorio es una pequeña meseta formada alrededor del río Funder que discurre  bordeándola por el sur. En cuanto al uso del terreno, hay una parte central dedicada a la agricultura que, a su vez, está rodeada de terrenos forestales. Estos presentan dos tipos diferenciados: en pendiente y cerca de la orilla del río así como en parcelas aisladas y llanas de las que, una de las mayores, se localiza junto al casco urbano. También existen dos lagunas situadas, igualmente, cerca de la población.

## Comunicaciones

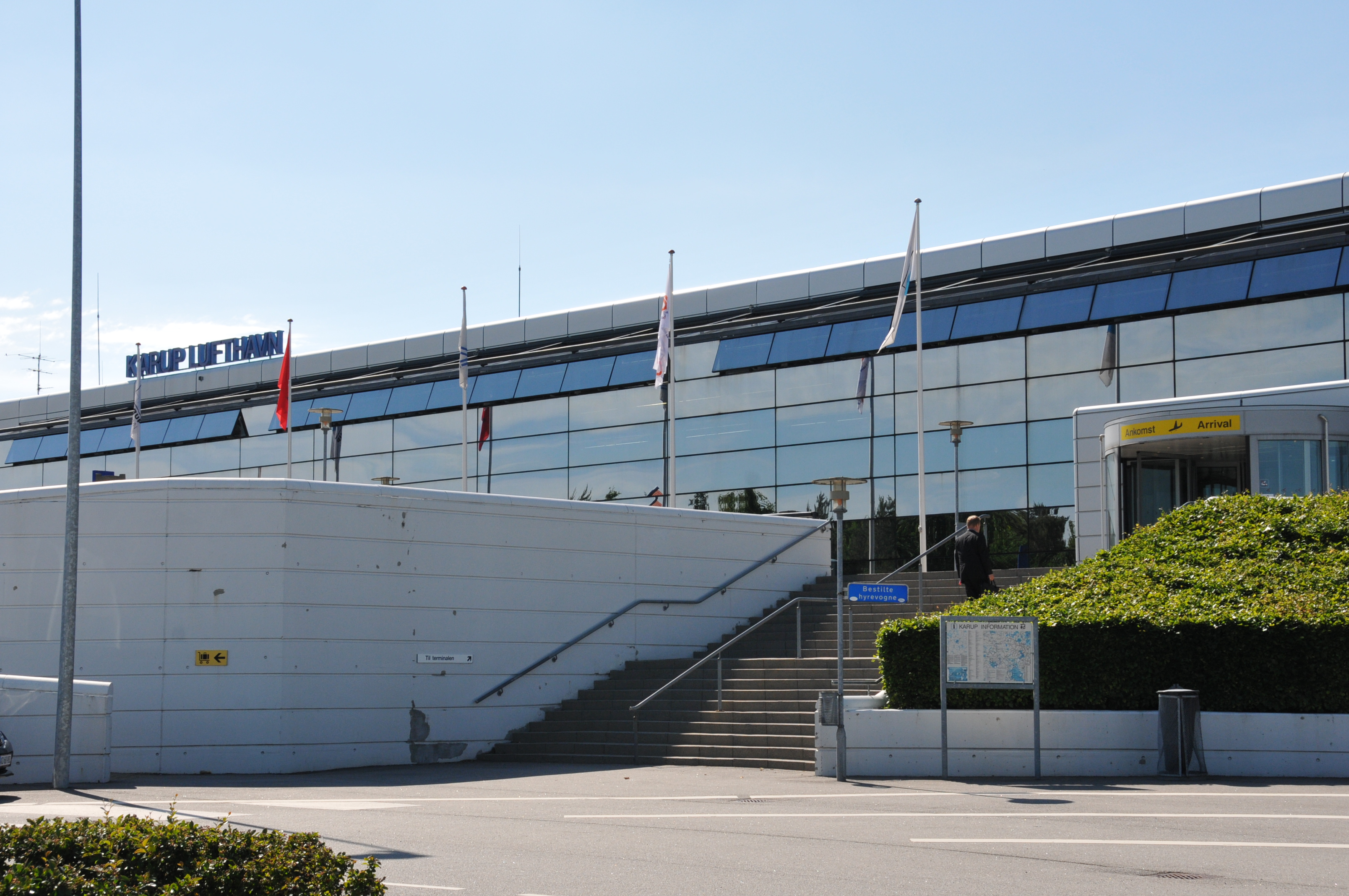
El aeropuerto de Karup es el más cercano a la localidad.

Por Funder Kirkeby pasa la autopista (motorvej) Silkeborgmotorvejen. También discurre la carretera regional (landevej) n.º 195 que conecta Aarhus con Herning. Varias carreteras locales permiten conectar la localidad con las vecinas y de ellas se puede destacar la Funder Kirkevej que le permite el acceso a Funder y a Silkeborg.
En la población tienen parada las siguientes líneas de autobús:
| Líneas de autobuses en Funder Kirkeby |                                         |
| Número                                | Recorrido                               |
| 35                                    | Frederiksdal – Kragelund – Funder       |
| 5                                     | Silkeborg – Lysbro – Funder – Silkeborg |

No cuenta con conexión ferroviaria. La estación de tren más cercana se encuentra a 8 km en Silkeborg. Se accede a ella mediante la línea de autobús local n.º 5.
Los aeropuertos más cercanos son los de Karup (32 km); Billund (59 km) y Aarhus (94 km).

## Demografía
| Población de Funder Kirkeby entre 2010 y 2017 |
|                                               |
| Fuente: Statistics Denmark.                   |

A 1 de enero de 2017 vivían en la localidad 619 personas de las que 308 son hombres y 311 mujeres. Funder Kirkeby está integrado dentro del municipio de Silkeborg y supone el 1% del total de su población. La densidad de población en este municipio era de 107 hab/km² inferior a la del total de Dinamarca que se sitúa en 133 hab/km².

## Economía
Además del sector primario representado por una agricultura dedicada mayoritariamente al cereal y a la ganadería estabulada, dentro del sector terciario o de servicios, existe un taller de coches, una sastrería, una peluquería, un restaurante así como un supermercado, 

## Turismo
La oferta turística de la localidad está centrada en su entorno natural. Al este, junto al río Funder, existe un área de camping y entre ella y el casco urbano, se encuentra el campo de golf Tollundgaard Golf Park. La localidad es también punto de paso de la ruta de senderismo y peregrinación  denominada Hærvejen que discurre entre Hirtshals/Frederikshavn y Padborg. Esta, además, es uno de los Caminos de Santiago que provienen del ámbito nórdico. Para alojar a los que visitan el pueblo, existe el bed & breakfast Kirkebjerggård.